# منتخب البحرين تحت 20 سنة لكرة القدم
منتخب البحرين تحت 20 سنة لكرة القدم يمثل البحرين في مسابقات كرة القدم الدولية في بطولة آسيا تحت 19 سنة لكرة القدم وكأس العالم تحت 20 سنة لكرة القدم.

## الإنجازات
- بطولة آسيا تحت 19 سنة لكرة القدم:
  - الوصيف (1): 1986
  - المركز الثالث (1): 1977

## سجل البطولات

### بطولة آسيا للشباب تحت 19 عاما
| سجل المشاركات في بطولة آسيا للشباب تحت 19 عاما | سجل المشاركات في بطولة آسيا للشباب تحت 19 عاما | سجل المشاركات في بطولة آسيا للشباب تحت 19 عاما | سجل المشاركات في بطولة آسيا للشباب تحت 19 عاما | سجل المشاركات في بطولة آسيا للشباب تحت 19 عاما | سجل المشاركات في بطولة آسيا للشباب تحت 19 عاما | سجل المشاركات في بطولة آسيا للشباب تحت 19 عاما | سجل المشاركات في بطولة آسيا للشباب تحت 19 عاما |
| المستضيف/العام                                 | الجولة                                         | لعب                                            | فاز                                            | تعادل                                          | خسر                                            | له                                             | عليه                                           |
| ---------------------------------------------- | ---------------------------------------------- | ---------------------------------------------- | ---------------------------------------------- | ---------------------------------------------- | ---------------------------------------------- | ---------------------------------------------- | ---------------------------------------------- |
| 1959                                           | لم يشارك                                       | لم يشارك                                       | لم يشارك                                       | لم يشارك                                       | لم يشارك                                       | لم يشارك                                       | لم يشارك                                       |
| 1960                                           | لم يشارك                                       | لم يشارك                                       | لم يشارك                                       | لم يشارك                                       | لم يشارك                                       | لم يشارك                                       | لم يشارك                                       |
| 1961                                           | لم يشارك                                       | لم يشارك                                       | لم يشارك                                       | لم يشارك                                       | لم يشارك                                       | لم يشارك                                       | لم يشارك                                       |
| 1962                                           | لم يشارك                                       | لم يشارك                                       | لم يشارك                                       | لم يشارك                                       | لم يشارك                                       | لم يشارك                                       | لم يشارك                                       |
| 1963                                           | لم يشارك                                       | لم يشارك                                       | لم يشارك                                       | لم يشارك                                       | لم يشارك                                       | لم يشارك                                       | لم يشارك                                       |
| 1964                                           | لم يشارك                                       | لم يشارك                                       | لم يشارك                                       | لم يشارك                                       | لم يشارك                                       | لم يشارك                                       | لم يشارك                                       |
| 1965                                           | لم يشارك                                       | لم يشارك                                       | لم يشارك                                       | لم يشارك                                       | لم يشارك                                       | لم يشارك                                       | لم يشارك                                       |
| 1966                                           | لم يشارك                                       | لم يشارك                                       | لم يشارك                                       | لم يشارك                                       | لم يشارك                                       | لم يشارك                                       | لم يشارك                                       |
| 1967                                           | لم يشارك                                       | لم يشارك                                       | لم يشارك                                       | لم يشارك                                       | لم يشارك                                       | لم يشارك                                       | لم يشارك                                       |
| 1968                                           | لم يشارك                                       | لم يشارك                                       | لم يشارك                                       | لم يشارك                                       | لم يشارك                                       | لم يشارك                                       | لم يشارك                                       |
| 1969                                           | لم يشارك                                       | لم يشارك                                       | لم يشارك                                       | لم يشارك                                       | لم يشارك                                       | لم يشارك                                       | لم يشارك                                       |
| 1970                                           | لم يشارك                                       | لم يشارك                                       | لم يشارك                                       | لم يشارك                                       | لم يشارك                                       | لم يشارك                                       | لم يشارك                                       |
| 1971                                           | لم يشارك                                       | لم يشارك                                       | لم يشارك                                       | لم يشارك                                       | لم يشارك                                       | لم يشارك                                       | لم يشارك                                       |
| 1972                                           | لم يشارك                                       | لم يشارك                                       | لم يشارك                                       | لم يشارك                                       | لم يشارك                                       | لم يشارك                                       | لم يشارك                                       |
| 1973                                           | مرحلة المجموعات                                | 3                                              | 0                                              | 2                                              | 1                                              | 1                                              | 3                                              |
| 1974                                           | لم يشارك                                       | لم يشارك                                       | لم يشارك                                       | لم يشارك                                       | لم يشارك                                       | لم يشارك                                       | لم يشارك                                       |
| 1975                                           | ربع النهائي                                    | 5                                              | 4                                              | 0                                              | 1                                              | 6                                              | 2                                              |
| 1976                                           | لم يشارك                                       | لم يشارك                                       | لم يشارك                                       | لم يشارك                                       | لم يشارك                                       | لم يشارك                                       | لم يشارك                                       |
| 1977                                           | المركز الثالث                                  | 5                                              | 2                                              | 2                                              | 1                                              | 9                                              | 8                                              |
| 1978                                           | ربع النهائي                                    | 5                                              | 2                                              | 1                                              | 2                                              | 6                                              | 4                                              |
| 1980                                           | لم يشارك                                       | لم يشارك                                       | لم يشارك                                       | لم يشارك                                       | لم يشارك                                       | لم يشارك                                       | لم يشارك                                       |
| 1982                                           | لم يشارك                                       | لم يشارك                                       | لم يشارك                                       | لم يشارك                                       | لم يشارك                                       | لم يشارك                                       | لم يشارك                                       |
| 1985                                           | لم يشارك                                       | لم يشارك                                       | لم يشارك                                       | لم يشارك                                       | لم يشارك                                       | لم يشارك                                       | لم يشارك                                       |
| 1986                                           | الوصيف                                         | 5                                              | 3                                              | 1                                              | 1                                              | 11                                             | 3                                              |
| 1988                                           | لم يشارك                                       | لم يشارك                                       | لم يشارك                                       | لم يشارك                                       | لم يشارك                                       | لم يشارك                                       | لم يشارك                                       |
| 1990                                           | مرحلة المجموعات                                | 3                                              | 0                                              | 1                                              | 2                                              | 1                                              | 7                                              |
| 1992                                           | لم يشارك                                       | لم يشارك                                       | لم يشارك                                       | لم يشارك                                       | لم يشارك                                       | لم يشارك                                       | لم يشارك                                       |
| 1994                                           | مرحلة المجموعات                                | 4                                              | 0                                              | 3                                              | 1                                              | 4                                              | 6                                              |
| 1996                                           | لم يشارك                                       | لم يشارك                                       | لم يشارك                                       | لم يشارك                                       | لم يشارك                                       | لم يشارك                                       | لم يشارك                                       |
| 1998                                           | لم يشارك                                       | لم يشارك                                       | لم يشارك                                       | لم يشارك                                       | لم يشارك                                       | لم يشارك                                       | لم يشارك                                       |
| 2000                                           | لم يشارك                                       | لم يشارك                                       | لم يشارك                                       | لم يشارك                                       | لم يشارك                                       | لم يشارك                                       | لم يشارك                                       |
| 2002                                           | لم يشارك                                       | لم يشارك                                       | لم يشارك                                       | لم يشارك                                       | لم يشارك                                       | لم يشارك                                       | لم يشارك                                       |
| 2004                                           | لم يشارك                                       | لم يشارك                                       | لم يشارك                                       | لم يشارك                                       | لم يشارك                                       | لم يشارك                                       | لم يشارك                                       |
| 2006                                           | لم يشارك                                       | لم يشارك                                       | لم يشارك                                       | لم يشارك                                       | لم يشارك                                       | لم يشارك                                       | لم يشارك                                       |
| 2008                                           | لم يشارك                                       | لم يشارك                                       | لم يشارك                                       | لم يشارك                                       | لم يشارك                                       | لم يشارك                                       | لم يشارك                                       |
| 2010                                           | مرحلة المجموعات                                | 3                                              | 1                                              | 0                                              | 2                                              | 2                                              | 4                                              |
| 2012                                           | لم يشارك                                       | لم يشارك                                       | لم يشارك                                       | لم يشارك                                       | لم يشارك                                       | لم يشارك                                       | لم يشارك                                       |
| 2014                                           | لم يشارك                                       | لم يشارك                                       | لم يشارك                                       | لم يشارك                                       | لم يشارك                                       | لم يشارك                                       | لم يشارك                                       |
| 2016                                           | ربع النهائي                                    | 4                                              | 2                                              | 0                                              | 2                                              | 7                                              | 7                                              |
| 2018                                           | لم يشارك                                       | لم يشارك                                       | لم يشارك                                       | لم يشارك                                       | لم يشارك                                       | لم يشارك                                       | لم يشارك                                       |
| 2020                                           | ألغيت                                          | ألغيت                                          | ألغيت                                          | ألغيت                                          | ألغيت                                          | ألغيت                                          | ألغيت                                          |
| 2023                                           | لم يحدد بعد                                    | لم يحدد بعد                                    | لم يحدد بعد                                    | لم يحدد بعد                                    | لم يحدد بعد                                    | لم يحدد بعد                                    | لم يحدد بعد                                    |
| المجموع                                        | الأفضل: الوصيف                                 | 37                                             | 14                                             | 10                                             | 13                                             | 47                                             | 44                                             |

### كأس العالم تحت 20 سنة لكرة القدم
| سجل المشاركات في كأس العالم تحت 20 سنة لكرة القدم | سجل المشاركات في كأس العالم تحت 20 سنة لكرة القدم | سجل المشاركات في كأس العالم تحت 20 سنة لكرة القدم | سجل المشاركات في كأس العالم تحت 20 سنة لكرة القدم | سجل المشاركات في كأس العالم تحت 20 سنة لكرة القدم | سجل المشاركات في كأس العالم تحت 20 سنة لكرة القدم | سجل المشاركات في كأس العالم تحت 20 سنة لكرة القدم | سجل المشاركات في كأس العالم تحت 20 سنة لكرة القدم | سجل المشاركات في كأس العالم تحت 20 سنة لكرة القدم |
| المستضيف/العام                                    | المرحلة                                           | المركز                                            | لعب                                               | فاز                                               | تعادل                                             | خسر                                               | له                                                | عليه                                              |
| ------------------------------------------------- | ------------------------------------------------- | ------------------------------------------------- | ------------------------------------------------- | ------------------------------------------------- | ------------------------------------------------- | ------------------------------------------------- | ------------------------------------------------- | ------------------------------------------------- |
| 1977                                              | لم يشارك                                          | لم يشارك                                          | لم يشارك                                          | لم يشارك                                          | لم يشارك                                          | لم يشارك                                          | لم يشارك                                          | لم يشارك                                          |
| 1979                                              | لم يشارك                                          | لم يشارك                                          | لم يشارك                                          | لم يشارك                                          | لم يشارك                                          | لم يشارك                                          | لم يشارك                                          | لم يشارك                                          |
| 1981                                              | لم يشارك                                          | لم يشارك                                          | لم يشارك                                          | لم يشارك                                          | لم يشارك                                          | لم يشارك                                          | لم يشارك                                          | لم يشارك                                          |
| 1983                                              | لم يشارك                                          | لم يشارك                                          | لم يشارك                                          | لم يشارك                                          | لم يشارك                                          | لم يشارك                                          | لم يشارك                                          | لم يشارك                                          |
| 1985                                              | لم يشارك                                          | لم يشارك                                          | لم يشارك                                          | لم يشارك                                          | لم يشارك                                          | لم يشارك                                          | لم يشارك                                          | لم يشارك                                          |
| 1987                                              | مرحلة المجموعات                                   | 13                                                | 3                                                 | 0                                                 | 1                                                 | 2                                                 | 1                                                 | 4                                                 |
| 1989                                              | لم يشارك                                          | لم يشارك                                          | لم يشارك                                          | لم يشارك                                          | لم يشارك                                          | لم يشارك                                          | لم يشارك                                          | لم يشارك                                          |
| 1991                                              | لم يشارك                                          | لم يشارك                                          | لم يشارك                                          | لم يشارك                                          | لم يشارك                                          | لم يشارك                                          | لم يشارك                                          | لم يشارك                                          |
| 1993                                              | لم يشارك                                          | لم يشارك                                          | لم يشارك                                          | لم يشارك                                          | لم يشارك                                          | لم يشارك                                          | لم يشارك                                          | لم يشارك                                          |
| 1995                                              | لم يشارك                                          | لم يشارك                                          | لم يشارك                                          | لم يشارك                                          | لم يشارك                                          | لم يشارك                                          | لم يشارك                                          | لم يشارك                                          |
| 1997                                              | لم يشارك                                          | لم يشارك                                          | لم يشارك                                          | لم يشارك                                          | لم يشارك                                          | لم يشارك                                          | لم يشارك                                          | لم يشارك                                          |
| 1999                                              | لم يشارك                                          | لم يشارك                                          | لم يشارك                                          | لم يشارك                                          | لم يشارك                                          | لم يشارك                                          | لم يشارك                                          | لم يشارك                                          |
| 2001                                              | لم يشارك                                          | لم يشارك                                          | لم يشارك                                          | لم يشارك                                          | لم يشارك                                          | لم يشارك                                          | لم يشارك                                          | لم يشارك                                          |
| 2003                                              | لم يشارك                                          | لم يشارك                                          | لم يشارك                                          | لم يشارك                                          | لم يشارك                                          | لم يشارك                                          | لم يشارك                                          | لم يشارك                                          |
| 2005                                              | لم يشارك                                          | لم يشارك                                          | لم يشارك                                          | لم يشارك                                          | لم يشارك                                          | لم يشارك                                          | لم يشارك                                          | لم يشارك                                          |
| 2007                                              | لم يشارك                                          | لم يشارك                                          | لم يشارك                                          | لم يشارك                                          | لم يشارك                                          | لم يشارك                                          | لم يشارك                                          | لم يشارك                                          |
| 2009                                              | لم يشارك                                          | لم يشارك                                          | لم يشارك                                          | لم يشارك                                          | لم يشارك                                          | لم يشارك                                          | لم يشارك                                          | لم يشارك                                          |
| 2011                                              | لم يشارك                                          | لم يشارك                                          | لم يشارك                                          | لم يشارك                                          | لم يشارك                                          | لم يشارك                                          | لم يشارك                                          | لم يشارك                                          |
| 2013                                              | لم يشارك                                          | لم يشارك                                          | لم يشارك                                          | لم يشارك                                          | لم يشارك                                          | لم يشارك                                          | لم يشارك                                          | لم يشارك                                          |
| 2015                                              | لم يشارك                                          | لم يشارك                                          | لم يشارك                                          | لم يشارك                                          | لم يشارك                                          | لم يشارك                                          | لم يشارك                                          | لم يشارك                                          |
| 2017                                              | لم يشارك                                          | لم يشارك                                          | لم يشارك                                          | لم يشارك                                          | لم يشارك                                          | لم يشارك                                          | لم يشارك                                          | لم يشارك                                          |
| 2019                                              | لم يشارك                                          | لم يشارك                                          | لم يشارك                                          | لم يشارك                                          | لم يشارك                                          | لم يشارك                                          | لم يشارك                                          | لم يشارك                                          |
| 2021                                              | ألغيت                                             | ألغيت                                             | ألغيت                                             | ألغيت                                             | ألغيت                                             | ألغيت                                             | ألغيت                                             | ألغيت                                             |
| 2023                                              | لم يحدد بعد                                       | لم يحدد بعد                                       | لم يحدد بعد                                       | لم يحدد بعد                                       | لم يحدد بعد                                       | لم يحدد بعد                                       | لم يحدد بعد                                       | لم يحدد بعد                                       |
| المجموع                                           | 1/23                                              | الأفضل: مرحلة المجموعات                           | 3                                                 | 0                                                 | 1                                                 | 2                                                 | 1                                                 | 4                                                 |

| كأس الخليج العربي تحت 19 سنة | كأس الخليج العربي تحت 19 سنة | كأس الخليج العربي تحت 19 سنة | كأس الخليج العربي تحت 19 سنة | كأس الخليج العربي تحت 19 سنة | كأس الخليج العربي تحت 19 سنة | كأس الخليج العربي تحت 19 سنة | كأس الخليج العربي تحت 19 سنة |
| العام                        | المرحلة                      | لعب                          | فاز                          | تعادل                        | خسر                          | له                           | عليه                         |
| ---------------------------- | ---------------------------- | ---------------------------- | ---------------------------- | ---------------------------- | ---------------------------- | ---------------------------- | ---------------------------- |
| 2015                         | الوصيف                       | 4                            | 1                            | 3                            | 0                            | 5                            | 5                            |
| 2016                         | لم يشارك                     | –                            | –                            | –                            | –                            | –                            | –                            |
| المجموع                      | الأفضل: الوصيف               | 4                            | 1                            | 3                            | 0                            | 5                            | 5                            |

| كأس فلسطين للأمم للشباب | كأس فلسطين للأمم للشباب | كأس فلسطين للأمم للشباب | كأس فلسطين للأمم للشباب | كأس فلسطين للأمم للشباب | كأس فلسطين للأمم للشباب | كأس فلسطين للأمم للشباب | كأس فلسطين للأمم للشباب |
| العام                   | المرحلة                 | لعب                     | فاز                     | تعادل                   | خسر                     | له                      | عليه                    |
| ----------------------- | ----------------------- | ----------------------- | ----------------------- | ----------------------- | ----------------------- | ----------------------- | ----------------------- |
| 1983                    | مرحلة المجموعات         | 3                       | 0                       | 1                       | 2                       | 2                       | 5                       |
| 1985                    | لم يشارك                | –                       | –                       | –                       | –                       | –                       | –                       |
| 1989                    | المركز الثالث           | 5                       | 1                       | 3                       | 1                       | 6                       | 6                       |
| 1992                    | ألغيت                   | –                       | –                       | –                       | –                       | –                       | –                       |
| المجموع                 | الأفضل: المركز الثالث   | 8                       | 1                       | 4                       | 3                       | 8                       | 11                      |

### كأس العرب للمنتخبات تحت 20 سنة
| كأس العرب للمنتخبات تحت 20 سنة | كأس العرب للمنتخبات تحت 20 سنة | كأس العرب للمنتخبات تحت 20 سنة | كأس العرب للمنتخبات تحت 20 سنة | كأس العرب للمنتخبات تحت 20 سنة | كأس العرب للمنتخبات تحت 20 سنة | كأس العرب للمنتخبات تحت 20 سنة | كأس العرب للمنتخبات تحت 20 سنة |
| العام                          | المرحلة                        | لعب                            | فاز                            | تعادل                          | خسر                            | له                             | عليه                           |
| ------------------------------ | ------------------------------ | ------------------------------ | ------------------------------ | ------------------------------ | ------------------------------ | ------------------------------ | ------------------------------ |
| 2011                           | مرحلة المجموعات                | 4                              | 1                              | 0                              | 3                              | 5                              | 8                              |
| 2012                           | لم يشارك                       | –                              | –                              | –                              | –                              | –                              | –                              |
| 2014                           | ألغيت                          | –                              | –                              | –                              | –                              | –                              | –                              |
| 2020                           | ربع النهائي                    | 4                              | 2                              | 0                              | 2                              | 9                              | 14                             |
| 2021                           | لم يشارك                       | –                              | –                              | –                              | –                              | –                              | –                              |
| 2022                           | مرحلة المجموعات                | 2                              | 1                              | 0                              | 1                              | 2                              | 3                              |
| المجموع                        | الأفضل: ربع النهائي            | 10                             | 4                              | 0                              | 6                              | 16                             | 25                             |

## أبرز اللاعبين السابقين
- حمد الجزاف
- خميس عيد